# Hergiswil bei Willisau
Hergiswil bei Willisau är en ort och kommun i distriktet Willisau i kantonen Luzern, Schweiz. Kommunen har 1 928 invånare (2023).